# Grand Prix Estonii
Grand Prix Estonii – wyścig samochodowy i motocyklowy. W latach 1934-1936 organizowany dla samochodów wyścigowych na drogach publicznych między miejscowościami Prita i Kose nieopodal Tallinna.

## Zwycięzcy
| Rok  | Zwycięzca               | Konstruktor       | Tor         | Wyniki |
| ---- | ----------------------- | ----------------- | ----------- | ------ |
| 1934 | David Ferrier Hans Tael | Singer Chevrolet  | Pirita-Kose | Wyniki |
| 1935 | Karl Ebb                | Mercedes-Benz SSK | Pirita-Kose | Wyniki |
| 1936 | Aleksi Patama           | Ford Special      | Pirita-Kose | Wyniki |